# ミシュリーヌ

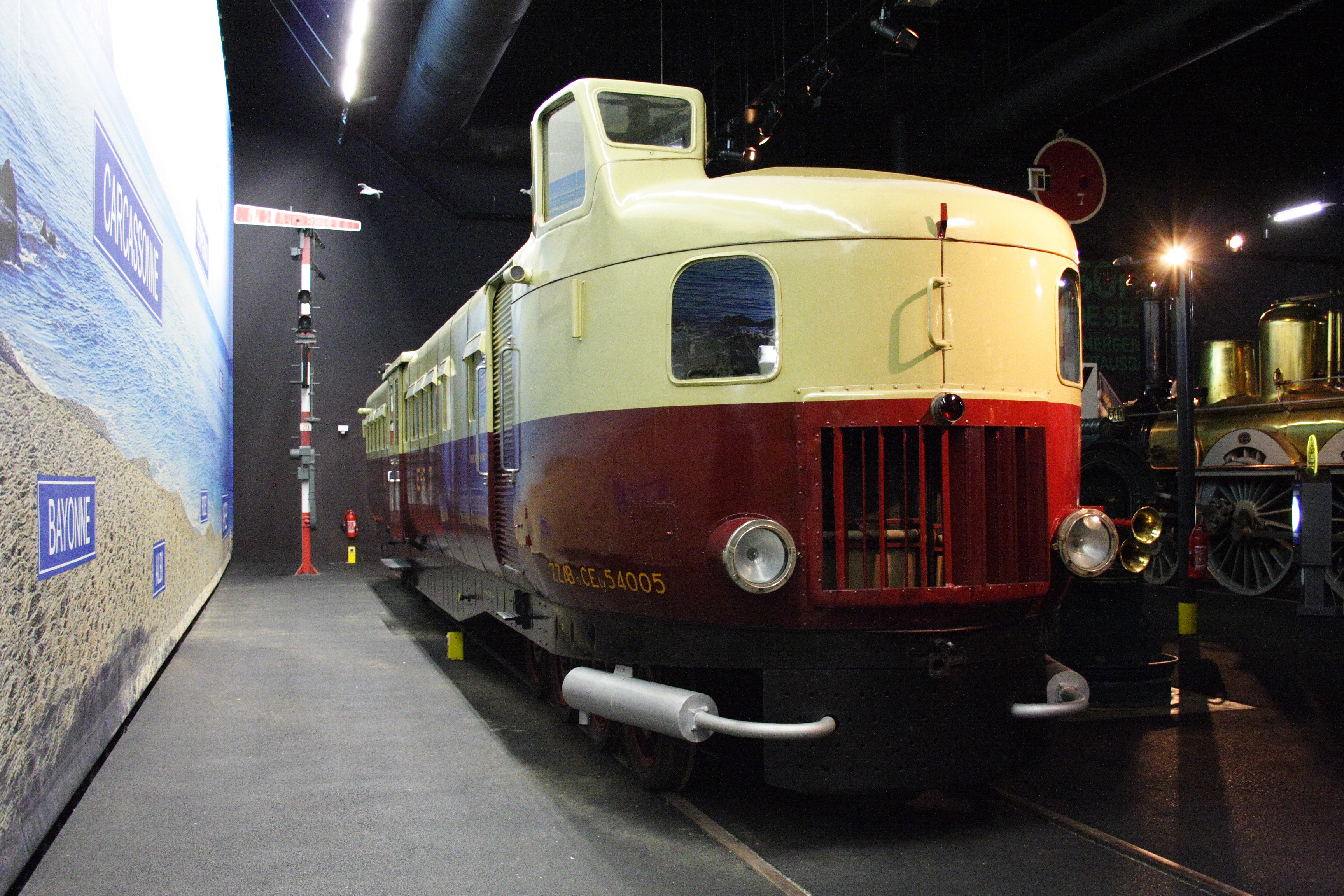
シテ・デュ・トランに保存されているミシュリーヌ22型

ミシュリーヌ（Micheline）は、フランスのタイヤメーカー、ミシュランが開発・製造していた、レール上をゴムタイヤで走行する鉄道車両の通称である。案内軌条式鉄道とは異なり、レールは通常の鉄道のものを使用する。1930年代に数十種類の型が製造され、一部は営業運転に使用された。ほとんどは気動車であるが、一部ディーゼル機関車と客車の組み合わせや電車のものもある。
なおフランスの一部の地域（特にコルシカ鉄道）では、ゴムタイヤ走行ではなくミシュラン製でもない気動車を「ミシュリーヌ」と呼ぶことがある。

## 特徴

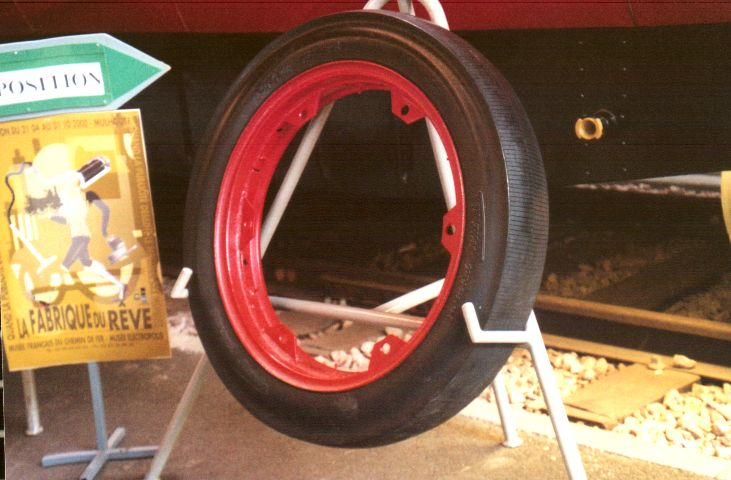
ミシュリーヌのタイヤ

ミシュリーヌを考案したミシュラン創業者の一人アンドレ・ミシュランによれば、鉄道車両にも自動車と同様に空気入りのゴムタイヤを使用することで、騒音や振動が抑えられ乗り心地が改善されるという。
一方、ゴムタイヤでは金属製の車輪のように踏面勾配による自己操舵機能を持たせることはできない。このためリムの内側に取りつけられた大きな金属製のフランジにより曲線部の案内を行なっている。
また、ゴムタイヤは金属製の車輪に比べ耐えられる荷重が小さい。レールの幅は限られているため、大型自動車のように幅広のタイヤやダブルタイヤを用いることはできない。このため、多くの型では一つの台車に3つ以上の車軸を設けて車輪の数を増やしている。またジュラルミンを利用して車体を軽量化したものもある。これには当時発達途上にあった航空機の製造技術が応用されている。

## 歴史
アンドレ・ミシュランがミシュリーヌを考案したのは、1929年にクレルモン＝フェランからカンヌまで夜行列車に乗車した際、車輪の騒音に悩まされたのがきっかけであったという。同年10月にはルノー製の自動車を改造した試作1号車が製作されている。
1931年9月10日の試運転では、アンドレの息子マルセル・ミシュランの運転する試作5型がパリ・サン・ラザール駅とドーヴィル間往復219.2 kmを2時間で走破することに成功した。
1932年に製造された11型は、北部鉄道に4組、東部鉄道、国有鉄道（Etat）、パリ・オルレアン鉄道に各2組、カーン-ラ・メール鉄道（Chemin de Fer de Caen à la Mer）に1組が納入された。この型はセミトレーラ状の機関車（3軸）と客車（後部に2軸台車）の組からなる。主な仕様は以下の通りである。
- 全長 : 12.66 m
- 定員 : 24名
- 営業最高速度 : 80 km/h - 試運転では 125km/hを記録

1932年5月21日には東部鉄道のシャルルヴィル（Charleville）-ジヴェ（Givet）間で営業運転が始まった。
これ以後、より大型、高速の型が相次いで製造された。また標準軌用のものばかりではなく、狭軌（メーターゲージ）のものも製造され、インドシナやマダガスカルなどフランスの植民地で使用された。これらの車両の一部はアメリカ合衆国のバッド社で、同社のステンレス鋼のスポット溶接の技術を用いて製造された。
1935年には、ミシュランのライバルであるイギリスのダンロップ社も独自に開発したゴムタイヤ走行の鉄道車両を製造した。これはミシュリーヌとは異なり、走行用のタイヤの前に案内用の金属車輪を別に備えていた。
ミシュリーヌは1950年代にほぼ営業運転を終えたが、マダガスカルのフィアナランツォア-東海岸（FCE）鉄道では2008年現在も2両が観光用に運行されている。またフランス・ミュールーズのシテ・デュ・トラン（旧フランス鉄道博物館）にはミシュリーヌ22型（東部鉄道のXM5005）が保存されている。
ゴムタイヤ走行による鉄道は、走行用の路面と案内用の軌条を別に備えた案内軌条式鉄道として発展している。パリのメトロでのゴムタイヤ化にはミシュランも協力しており、1956年に11号線で実用化された。